# Skansenslingan

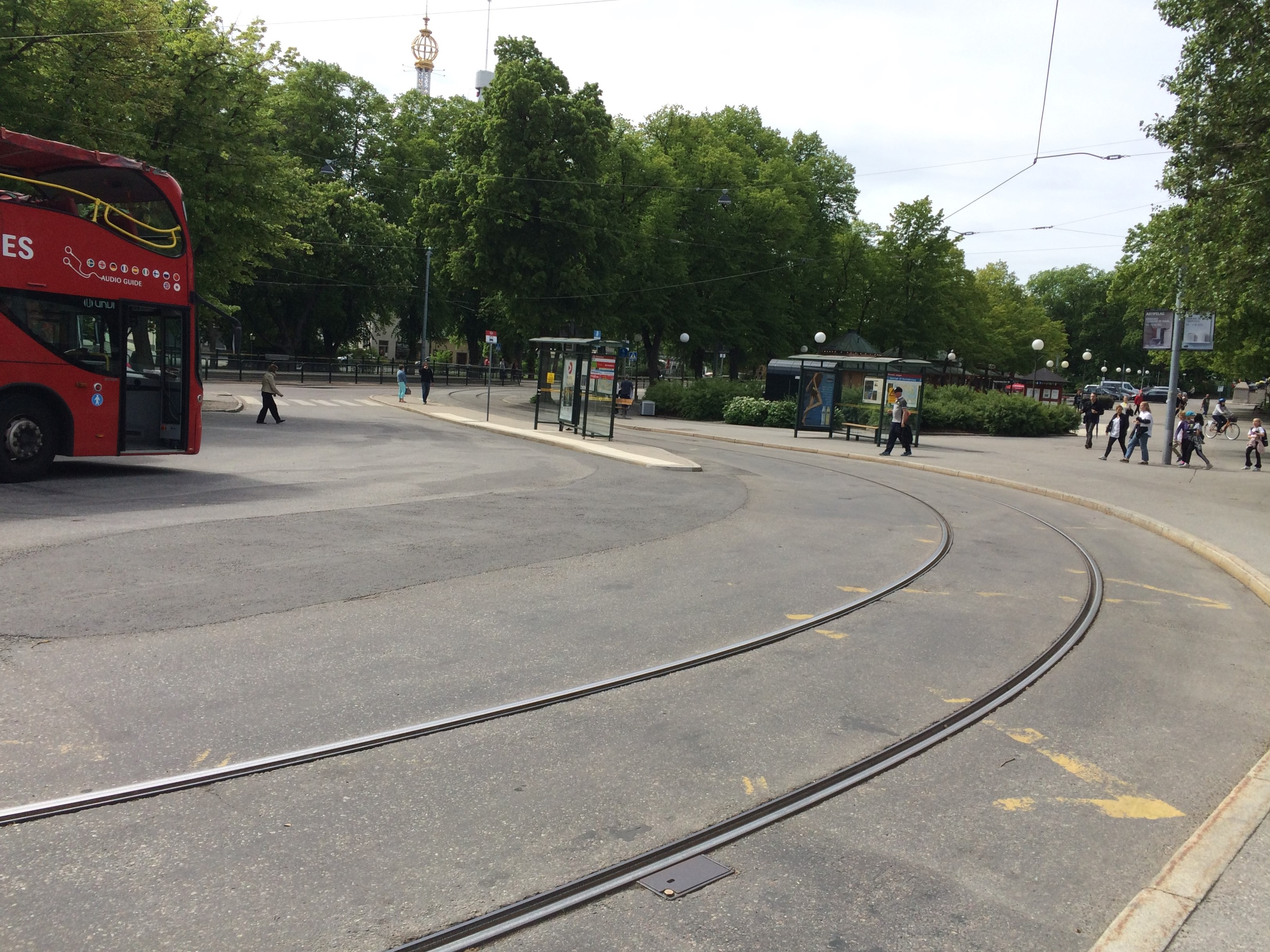
Hållplatsen. Skansen till höger.

Skansenslingan är en spårvagns- och busshållplats vid Skansen. Den ligger vid Skansens huvudingång.
Skansenslingan är ändhållplats för spårvagn 7N (Djurgårdslinjen) samt busslinje 67.